# Oishi Wasaburo
Ōishi Wasaburō  (大石和三郎, Wasaburō Ōishi; Tosu (Saga), 15 maart 1874 - 1950) was een Japanse Esperantist en meteoroloog.
Wasaburo was directeur van het Aerologisch Observatorium van Tateno. In 1926 toonde hij het bestaan van de straalstroom aan door met een theodoliet sondebalonnen te volgen.
Hij was ook hoofd van het Japanse Esperanto-Instituut. Sinds 1910 was hij Esperantist. Hij gaf een lijvig boek uit in groot formaat (30×22 cm), helemaal in het Esperanto, het Raporto de la Aerologia Observatorio de Tateno No. 1 1926 - No 6. (1931), in totaal 1246 bladzijden.
Hij was een van de Esperanto-pioniers op het gebied van de wetenschappen. 